# Абдурахім Ходжибаєв
Абдурахім Ходжибаєв (тадж. Абдурраҳим Ҳоҷибоев ; 25 квітня 1900 року, Ходжент, Ферганська область, Російська імперія — 25 січня 1938 року) — таджицький партійний і державний діяч, голова РНК Таджицької РСР (1929—1933).

## Біографія
Член РКП(б) із 1920 р.
До 1918 р. навчався в Туркестанському державному університеті (Ташкент), у 1937 р. закінчив як слухач Економічний інститут Червоної професури.
- 1918—1919 рр. — Вчитель у Ходженті, Ферганській області.
- 1919—1921 рр. — Інструктор, пропагандист, потім — завідувач Ходжентського повітового земельного відділу.
- 1921—1922 рр. — Голова Ферганської обласної комісії з проведення земельно-водної реформи.
- 1922—1924 рр. — Заступник голови Ферганського обласного революційного комітету
- 1924 р. — голова Ферганської обласної планової комісії
- 1924 р. — заступник голови виконавчого комітету Ферганського обласної Ради,
- 1924—1925 рр. — голова виконавчого комітету Ферганської обласної Ради, завідувач Ферганського обласного земельного відділу,
- 1925 р. — голова Ферганської обласної Економічної наради,
- 1925—1928 рр. — Народний комісар землеробства Узбецької РСР,
- січень-жовтень 1929 р. — голова РНК Таджицької АРСР,
- 1929—1933 рр. — Голова РНК Таджицької РСР,
- 1933—1934 рр. — У розпорядженні ЦК ВКП(б).

У липні 1937 р. було заарештовано. 25 січня 1938 р. засуджений Військовою колегією Верховного суду СРСР за участь у контрреволюційній терористичній організації до страти. Розстріляно. Реабілітовано 28 грудня 1957 р.
Дочка — відомий радянський та таджицький філолог Бароат Ходжибаєва.